# Ibrahim Rugova
Ibrahim Rugova (Cerrcë (Istog), 2 december 1944 – Pristina, 21 januari 2006) was een Kosovaars-Albanees schrijver en politicus. Hij was president van Kosovo en de leider van zijn in die regio leidende politieke partij, de Democratische Liga van Kosovo (LDK).
Rugova viel op doordat hij altijd een zijden sjaal en een metalen bril droeg. De sjaal stond symbool voor de onderdrukking van Kosovo door Servië. Rugova liet weten de sjaal pas niet meer te dragen wanneer de bevolking van Kosovo vrij en onafhankelijk zou kunnen beslissen over de eigen toekomst.

## Levensloop
In 1992 werd Rugova tot president van de Republiek Kosovo verkozen. Deze verkiezingen werden niet erkend door de toenmalige Joegoslavische regering. Rugova predikte een geweldloze strijd voor een onafhankelijk Kosovo voor de Kosovaarse bevolking waaruit Kosovo voor het merendeel bestaat. Vóór zijn carrière als politicus was Rugova schrijver en uitgever. In 1989 richtte hij de LDK op. Hij genoot grote steun van de Kosovaarse bevolking.
Tijdens de oorlog in 1999 vluchtte Rugova voor zes weken naar Italië. Bij die oorlog streed het Kosovaarse leger voor onafhankelijkheid van het land Servië dat toentertijd werd gedomineerd door Slobodan Milošević. Deze oorlog werd uiteindelijk in datzelfde jaar gewonnen door de NAVO en na de bevrijding werd Kosovo bestuurd door de Verenigde Naties maar bleef staatsrechtelijk gezien een provincie van Servië.

### President van Kosovo
Na de verkiezingsoverwinning van zijn LDK werd Rugova op 4 maart 2002 door het Kosovaarse parlement gekozen tot president van Kosovo, ditmaal wel door de rest van de wereld erkend. Op 15 maart 2005 ontsnapte Rugova aan de dood na een bomaanslag waarbij een bom ontplofte in een vuilnisbak die langs de weg stond waarlangs hij met zijn auto passeerde. Rugova bleef echter ongedeerd.
Na zijn verscheiden werd hij - na een waarnemend presidentschap van Nexhat Daci - op 10 februari 2006 door zijn partijgenoot Fatmir Sejdiu opgevolgd. Rugova wordt herinnerd als de Gandhi van de Balkan vanwege de ongewapende strijd die hij tegen Servië voerde.

### Dood
Ibrahim Rugova was een verwoed roker; in september 2005 werd bij hem longkanker geconstateerd en uiteindelijk overleed hij op 61-jarige leeftijd aan deze slopende ziekte. Zijn dood in januari 2006 kwam vlak vóór het moment dat er een belangrijke beslissing zou worden genomen over de definitieve status van Kosovo.

## Onderscheiding
In 1998 werd Rugova voor zijn vreedzame inspanningen onderscheiden met de Sacharovprijs voor de Vrijheid van Denken van het Europees Parlement. De Sacharovprijs is bestemd voor personen en organisaties die zich wijden aan de bescherming van de rechten en fundamentele vrijheden van de mens.